# Henry Massey Rector

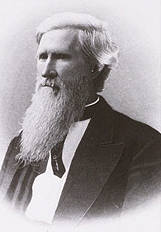
Henry Massey Rector

Henry Massey Rector (* 1. Mai 1816 bei Louisville, Kentucky; † 12. August 1899 in Little Rock, Arkansas) war ein US-amerikanischer Jurist und Politiker und zwischen 1860 und 1862 Gouverneur des Bundesstaates Arkansas.

## Frühe Jahre und politischer Aufstieg
Henry Rector wurde von seiner Mutter unterrichtet, ehe er ein Jahr lang die Grundschule in Louisville besuchte. Später studierte er in Arkansas Jura und im Jahr 1854 wurde er als Rechtsanwalt zugelassen. Bereits im Jahr 1835 war er nach Arkansas gezogen. Nach einer kurzen Zeit bei der State Bank in Little Rock wurde er der für Arkansas zuständige US Marshal. Zwischen 1848 und 1850 saß er im Senat von Arkansas; danach war er vier Jahre lang Leiter des Landesvermessungsamtes. Zwischen 1855 und 1859 war er Abgeordneter der Demokraten im Repräsentantenhaus von Arkansas und anschließend Richter am Arkansas Supreme Court. Bei den Gouverneurswahlen des Jahres 1860 wurde Rector zum neuen Gouverneur von Arkansas gewählt.

## Gouverneur von Arkansas
Rector trat sein neues Amt am 16. November 1860 an. Seine zweijährige Amtszeit war von den Ereignissen des Bürgerkrieges geprägt. Fast gleichzeitig mit Rector wurde Abraham Lincoln zum neuen US-Präsidenten gewählt. Auf den Stimmzetteln von Arkansas wurde dessen Name allerdings gar nicht aufgeführt. Lincolns Ansichten bezüglich der Sklaverei stießen in Arkansas auf breite Ablehnung. Das Thema war in Arkansas bei der Gouverneurswahl auch kein Wahlkampfthema gewesen, weil sich die Kandidaten in diesem Punkt einig waren. Auch in den Jahren zuvor wurde das Thema in Arkansas nicht so heiß diskutiert, wie in den meisten anderen Südstaaten. Erst als South Carolina mit dem Austritt aus der Union auf die Wahl Lincolns reagierte, bildete sich auch in Arkansas eine radikale Gruppe, der Rector eher reserviert gegenüberstand. Sein einziger Beitrag zu den Vorgängen um die Sezession von Arkansas war die außerordentliche Wahl und die Einberufung einer Generalversammlung, die über das Thema beraten sollte. Das Gremium beschloss im März 1861 die Entscheidung über eine eventuelle Sezession einer Volksabstimmung im August zu überlassen. Die weitere Entwicklung überholte aber diesen Plan. Seit dem 13. April, dem Tag des Angriffs der Konföderierten auf Fort Sumter in Charleston in South Carolina befand sich die amerikanische Nation im Bürgerkrieg und Arkansas musste eine Entscheidung treffen. Der Gouverneur lehnte eine Anfrage Lincolns mit der Bitte um Unterstützung der Union schroff ab. Die Generalversammlung wurde am 6. Mai 1861 nochmals einberufen und sie beschloss den Austritt des Staates aus der Union und am 20. Mai den Beitritt zu den Konföderierten Staaten. Gleichzeitig wurde eine neue Verfassung verabschiedet, die die Amtszeit des Gouverneurs auf zwei Jahre verkürzte. Rectors Aufgabe die Mobilmachung in die Wege zu leiten, wurden durch politische Querelen seiner Gegner erschwert.

## Weiterer Lebensweg
Nach dem Ende seiner Amtszeit trat Rector als einfacher Soldat in die Nationalgarde von Arkansas ein und verblieb dort während des Krieges. Bei Kriegsende war sein Anwesen durch Kriegseinwirkungen zerstört. Er arbeitete zunächst als Baumwollpflanzer und dann wieder als Anwalt. Im Jahr 1874 war er Delegierter auf einer neuerlichen Versammlung zur Änderung der Staatsverfassung. Dort hatte er aber keinen großen Einfluss mehr. Henry Rector war der Cousin der früheren Gouverneure James Sevier Conway und Elias Nelson Conway. Er war zweimal verheiratet und hatte insgesamt acht Kinder.